# Моррис, Роберт (адвокат)
Роберт Моррис (англ. Robert Morris, 8 июня 1823, Сейлем, Массачусетс — 12 декабря 1882, Бостон) — был одним из первых афроамериканских адвокатов в Соединенных Штатах, его также называли «первым по-настоящему успешным цветным адвокатом в Америке».

## Биография
Моррис родился 8 июня 1823 года в городе Салем, штат Массачусетс. В возрасте 15 лет Моррис пошел работать домашним слугой у адвоката-аболициониста Эллиса Грея Лоринга. Впечатленный знаниями Морриса, Лоринг обучил его юриспруденции и в 1847 году представил его для поступления в Массачусетскую коллегию адвокатов .
После своего вступления в адвокатуру в 1847 году Моррис, стал первым чернокожим мужчиной-адвокатом, подавшим иск в США.

### Аболиционист
Согласно некоторым источникам, Моррис и Мэйкон Боллинг Аллен открыли первую «черную» адвокатскую контору в Бостоне, но авторы книги «Долгая прогулка Сары» говорят, что нет прямых сведений о том, что Аллен и Моррис когда-либо встречались, и их партнерство не упоминается в книге «Emancipation: The Making of the Black Lawyer, 1844—1944».

#### Роберт против Бостона
Моррис активно участвовал в делах чернокожих и аболиционистов, в частности пытался оспорить первые гражданские права США в сегрегированных государственных школах в 1848 году. Такое положение считается первым юридическим вызовом практике сегрегации в Америке. Верховный суд штата Массачусетс вынес решение против Морриса в 1850 году. Позже Верховный суд США привел это дело в поддержку своего решения по делу Плесси против Фергюсона в 1896 году, которое кодифицировало «отдельный, но равный» стандарт. «Отдельный, но равный» был в конечном счете отменен Высоким судом в деле Браун против Совета по образованию в 1954 году.

#### Закон о беглых рабах
Энтони Бернс
Энтони Бернс был беглым рабом, которого схватили и судили по закону о беглых рабах 1850 года в Бостоне. Ричард Генри Дана-младший и Моррис выступили в качестве адвокатов Бернса, но потерпели неудачу. Приняв решение против Бернса, правительство фактически ввело в Бостоне военное положение. Это дело вызвало общенациональную огласку, массовые демонстрации, протесты и нападение на американских маршалов в здании суда. Федеральные войска были задействованы для того, чтобы Бернса перевезли на корабль для возвращения в Виргинию после окончания суда. В конце концов его выкупили из рабства. Позже он получил образование в Оберлинском колледже и стал баптистским проповедником, переехав на работу в верхнюю Канаду.
Шадрах Минкинс
Шадрах Минкинс был беглым рабом из Норфолка, штат Виргиния, который бежал в 1850 году в Бостон, штат Массачусетс, и работал официантом. Он был схвачен и содержался под стражей по закону о беглых рабах 1850 года. После ареста в ресторане, где он работал, Минкинс был доставлен на слушание в Бостонский суд. Моррис работал с адвокатами Сэмюэлем Сьюэллом, Эллисом Греем Лорингом и Ричардом Генри Даном-младшим. Добиваясь освобождения Минкинса из-под стражи, они подали в Верховный суд ходатайство о выдаче судебного приказа, которое было отклонено главным судьей Лемюэлем Шоу.
Моррис сотрудничал с Эдвардом Уокером и Льюисом Хейденом, чтобы добиться освобождения Минкинса. Он был спасен белыми и черными членами Бостонского Комитета бдительности по борьбе с рабством. После того, как его спрятали на чердаке в Бикон-Хилл, Минкинс сбежал и бежал в Канаду. Девяти аболиционистам были предъявлены обвинения, а некоторым лицам обвинения были сняты. Моррис и Льюис Хейден, которые ворвались в зал суда, чтобы забрать Минкинса, были судимы и оправданы.
Гвардия Массасойта
После принятия закона о беглых рабах розничный торговец одеждой Джон П. Коберн основал афроамериканское подразделение милиции под названием «гвардия Массасойта», чтобы охранять Бикон-Хилл и защищать жителей от ловцов рабов. Моррис неоднократно обращался с петициями в Законодательное собрание Массачусетса от их имени, но гвардейцы Массасойта никогда официально не признавались и не поддерживались государством. Эта группа была предшественницей 54-го Массачусетского полка.

### Школьная интеграция
Моррис, Томас Далтон и Уильям Купер Нелл доказывали важность интеграции в бостонских школах: «очень трудно сохранить самоуважение, если мы видим себя обособленными и избегаем как деградировавшую расу другими… Не говорите нашим детям, что, как бы хорошо они себя ни вели, само их присутствие в государственной школе является осквернением для ваших детей». Наконец, они заявили, что черные школы не обеспечивают такого же уровня образования, как многочисленные формы белых школ, включая начальную, грамматическую, латинскую и среднюю школы.
Афроамериканская община Бостона добивалась возможности получения образования ещё в 1787 году, когда принц Холл подал в Законодательное собрание Массачусетса петицию о равном доступе к государственным школам. Его и другие попытки получить доступ в школы также были отвергнуты. Дом на Бикон-Хилл, где жил сын Холла, примус-холл, с 1798 года использовался как школа. Десять лет спустя школа была перенесена в Африканский дом собраний. В 1820-х годах городское правительство предоставило две начальные школы для чернокожих детей. Школьные условия и качество учителей не поддерживались Бостонским школьным комитетом, и цветные дети были исключены из Бостонской средней школы и Латинской школы. Попытки создать отдельную, но равную школьную систему в Бостоне провалились.

### Дальнейшая карьера
Губернатор назначил Морриса магистратом округа Эссекс в штате Массачусетс, что сделало его вторым чернокожим адвокатом, занимавшим судебный пост. В 1866 году он баллотировался на пост мэра Челси в штате Массачусетс.

## Библиотека
Моррис был коллекционером книг, и сохранившаяся часть его библиотеки ныне хранится в библиотеке Джона Дж. Бернса в Бостонском колледже. Эти книги поступили в Бостонский колледж либо после смерти Морриса в 1882 году, либо после смерти его вдовы Кэтрин в 1895 году. Его юридические книги, упомянутые в завещании, не найдены до сих пор.